# 中國航空發動機集團
中國航空發動機集團有限公司（英語：Aero Engine Corporation of China），简称中國航發或AECC，成立於2016年8月28日，由国务院国有资产监督管理委员会、北京国有资本经营管理中心、中国航空工业集团有限公司、中国商用飞机有限责任公司共同出资组建。下辖27家直属单位，拥有3家主板、2家科创板上市公司。在职员工7.2万人，拥有包括200余名国家级专家学者在内的一大批高素质、创新型科技人才，具有较强的科研生产能力，以及较为完整的军民用航空发动机、燃气轮机研发制造体系与试验测试能力。主要从事航空发动机、辅助动力、燃气轮机、飞机和直升机传动系统的研制、生产、维修和服务，从事航空材料及其它先进材料的研发与制造。设计生产的涡喷、涡扇、涡轴、涡桨、活塞发动机和燃气轮机等产品，广泛配装于各类军民用飞机、直升机和大型舰艇、中小型发电机组，客户涉及航空、航天、船舶、能源等多个领域。

## 历史
2009年1月，中國专门成立中航商用航空发动机公司，成为大型客机发动机项目的总承单位，并负责研制与C919飞机配套的长江-1000A型商用发动机。
2015年中国“两会”期间，政府工作报告首次将 “航空发动机、燃气轮机”列入中国国家战略新兴产业中，专项资金预期1000亿元，加上社会配套资金预期达到3000亿人民幣。
2016年3月2日，中航工业内涉及航空发动机主机、传动和控制业务的上市公司主要包括航发动力、成发科技、中航动控、中航商用發動機等公司等相继发布了内容相同的公告，其上级机关宣布中央将成立中国航空发动机集团有限公司。之後中国航空发动机集团有限公司列入国务院国有资产监督管理委员会履行出资人职责的企业名单。

## 组织架构

### 直属单位[1]
- 中国航空发动机研究院
- 中国航发商用航空发动机有限责任公司
- 中国航发沈阳发动机研究所
- 中国航发湖南动力机械研究所
- 中国航发四川燃气涡轮研究院
- 中国航发北京航空材料研究院
- 中国航发控制系统研究所
- 中国航发贵阳发动机设计研究所
- 中国航发沈阳黎明航空发动机有限责任公司
- 中国航发成都发动机有限公司
- 中国航发西安航空发动机有限公司
- 中国航发贵州黎阳航空动力有限公司
- 中国航发南方工业有限公司
- 中国航发哈尔滨东安发动机有限公司
- 中国航发南京航空动力有限责任公司
- 中国航发燃气轮机有限公司
- 航发控制
- 中国航发西安动力控制科技有限公司
- 中国航发长春控制科技有限公司
- 中国航发贵州红林航空动力控制科技有限公司
- 中国航发北京航科发动机控制系统科技有限公司
- 中国航发中传机械有限公司
- 中国航发长江动力有限公司
- 中国航发哈尔滨轴承有限公司
- 中国航发资产管理有限公司
- 中国航发集团财务有限公司
- 中国航发北京有限公司

### 上市公司[1]
- 中国航发动力股份有限公司（上交所：600893，简称：航发动力）
- 中国航发航空科技股份有限公司（上交所：600391，简称：航发科技）
- 中国航发动力控制股份有限公司 （深交所：000738，简称：航发控制）)
- 北京航空材料研究院股份有限公司（上交所：688563，简称：航材股份）
- 青岛云路先进材料技术股份有限公司（上交所：688190，简称：云路股份）

## 主要產品

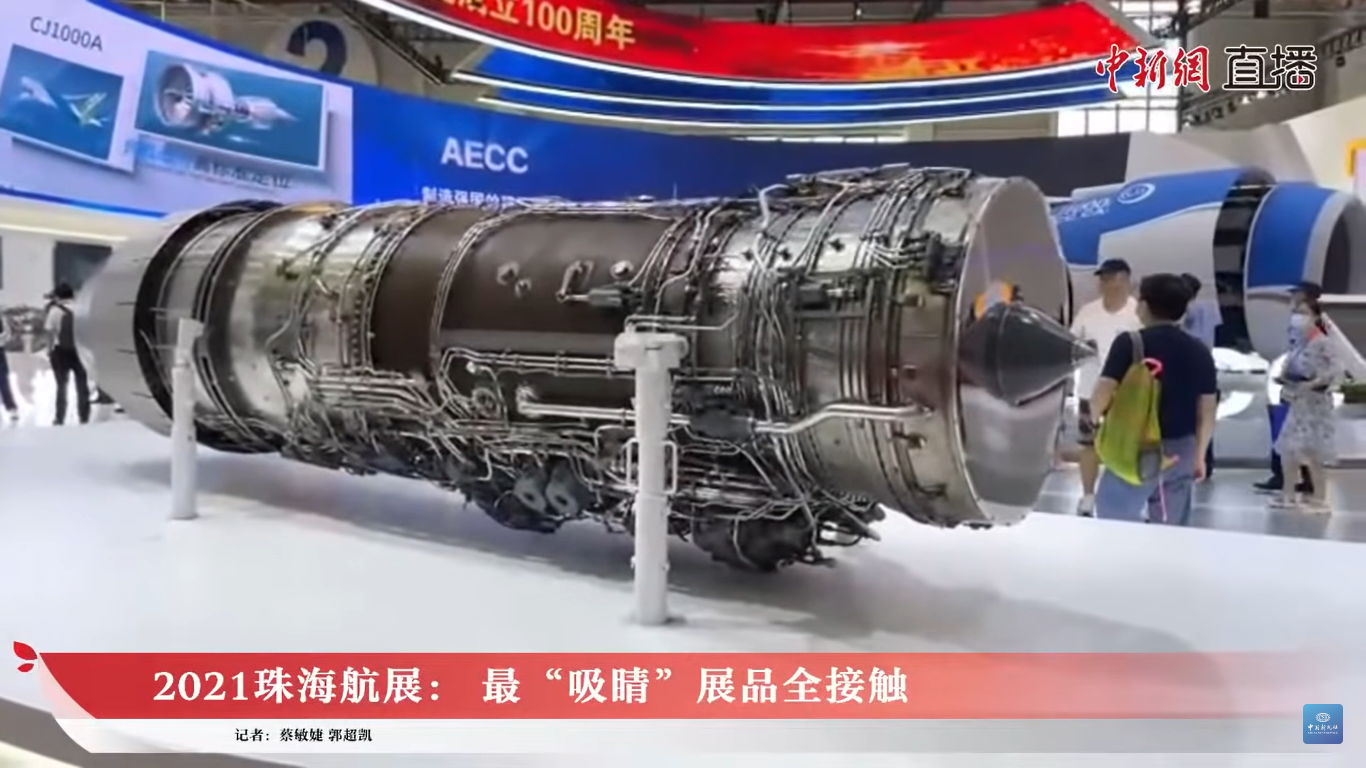
太行發動機

### 涡扇发动机
- 涡扇-5（FWS-5）
- 涡扇-6（FWS-6）
- 涡扇-8（FWS-8）
- 涡扇-9 秦岭（FWS-9）
- 涡扇-10 太行（FWS-10）
- 涡扇-11（FWS-11）
- 涡扇-12 唐古拉（FWS-12）
- 涡扇-13 泰山（FWS-13）
- 涡扇-15 峨嵋（FWS-15）
- 涡扇-17 岷山（FWS-17）
- 涡扇-18（FWS-18）
- 涡扇-19 黄山（FWS-19）
- 涡扇-20（FWS-20）
- 长江-1000A（CJ-1000A）
- 长江-2000（CJ-2000）
- AEF50E
- AEF100

### 涡喷发动机
- 涡喷-5（FWP-5）
- 涡喷-6（FWP-6）
- 涡喷-7（FWP-7）
- 涡喷-8（FWP-8）
- 涡喷-11（FWP-11）
- 涡噴-13（FWP-13）
- 涡噴-14 昆仑（FWP-14）
- AEF20E
- KP12

### 涡桨发动机
- 涡桨-5（FWJ-5）
- 涡桨-6（FWJ-6）
- 涡桨-9（FWJ-9）
- 涡桨-10（FWJ-10）
- AEP50E
- AEP60E
- AEP80
- AEP100系列（AEP100-A、AEP100-B）
- AEP400
- AEP500

### 涡轴发动机
- 涡轴-5（FWZ-5）
- 涡轴-6（FWZ-6）
- 涡轴-8（FWZ-8）
- 涡轴-9 玉龙（FWZ-9）
- 涡轴-10（FWZ-10）
- 涡轴-16（FWZ-16）
- AES20
- AES100

### 活塞发动机
- 活塞-5（FHS-5）
- 活塞-6（FHS-6）
- 活塞-7（FHS-7）
- 活塞-8（FHS-8）
- 活塞-9（FHS-9）
- 活塞-18（FHS-18）
- 活塞-27（FHS-27）
- 活塞-36（FHS-36）
- 活塞-55（FHS-55）
- 活塞-118（FHS-118）

### 輔助動力系統
- APA35
- APA50
- APA90
- APA130

### 燃气轮机
- QD16
- QD20
- QD70
- QD128
- QD185
- QD280
- QD400
- R0110

## 美國禁令
2020年11月，时任美国总统唐纳德·特朗普发布行政命令，禁止美国公司和个人持有美国国防部认为与中国人民解放军有关联的公司的股份。美国国防部编制的与中国人民解放军有联系的名单包括中国航发。